# Mizuho Aimoto
Mizuho Aimoto (jap. 愛本 みずほ Aimoto Mizuho; ur. 29 listopada w Osace, w Japonii) – japońska mangaka. Zadebiutowała w 1987 roku.

## Twórczość
- ABO no Tenshi-tachi (ABOの天使たち)
- Kare to Kanojo no yesterday (彼と彼女のイエスタデイ)
- Konna ni Kimi wo I LOVE YOU (こ〜んなにきみをI LOVE YOU!)
- Ashita kitto anata ni (あしたきっとあなたに)
- Tenshi ni naritai (天使になりたい)
- Kiss Kiss Kiss (Kiss♪kiss♪kiss)
- Dousoukai (同窓会 -Re union-)
- Half boiled angel (ハーフ・ボイルド・エンジェル)
- Hanagonomi byouin no hitobito (花ごよみ病院の人々)
- Kanashii kibun DE shitsuren club (哀しい気分DE失恋倶楽部)
- Tenshi ni naritai Hina no nurse nisshi (天使になりたい -ひなのナース日誌-)
- Yukiko (由希子 -輝くいのち-)